# Софія Бекатору
Софія Бекатору (26 грудня 1977, Афіни) — грецька спортсменка, олімпійська чемпіонка з вітрильного спорту 2004 (в парі із Емілією Цулфою) та бронзова призерка 2008 року.

## Спортивна кар'єра
Софія Бекатору почалась займатись вітрильним спортом у віці 8 років за підтримки батька Герасімоса Бекатороса, інженера-будівельника за фахом (сама Софія здобула технічну освіту в Афінському політехнічному університеті). Спорт швидко перетворився на спосіб життя дівчинки, і у віці 14 років вона стала чемпіоном Греції та Балкан у класі човнів оптиміст. В подальшому Софія швидко перейшла з класу оптиміст на європейський клас, подорожувала по всьому світу, накопичуючи досвід, і брала участь у найбільших міжнародних регатах.
У віці 19 років Софія Бекатору разом із Емілією Цулфою увійшла до національної олімпійської збірної команди в класі 470. Їх товариші по команді Косматопулос і Трігоніс були вже чемпіонами світу 1995 року в класі 470. 1998 року Софія та Емілія почали свою успішну спортивну кар'єру, здобувши третє місце одночасно в чемпіонаті Європи та чемпіонаті світу і зробили свою присутність очевидною на Олімпійських іграх. Проте в 2000 року на Олімпійських іграх у Сіднеї їх команда посіла тільки 14-е місце.
2001 році вони вирішили повернутися в спорт і продовжити боротьбу. Три роки поспіль пара Бекатору та Цулфа здобувала «золото» одночасно на Чемпіонаті Європи та Чемпіонату світу з вітрильного спорту в класі 470. 2002 року вони нагороджені спеціальною нагородою ISAF Rolex. Справжнім тріумфом стала золота медаль на Олімпійських іграх 2004 року в Афінах. 2008 року на Літніх Олімпійських іграх в Пекіні пара виборола бронзову медаль в класі Інглінг.

## Особисте життя
Софія Бекатора одружена із грецьким спортсменом Андреасом Косматопулосом, яхтсменом-олімпійцем, чемпіоном світу.